# جورجیا کین
جورجیا کین (انگلیسی: Georgia Caine: ‏ ۳۰ اکتبر ۱۸۷۶ – ۴ آوریل ۱۹۶۴) بازیگر اهل ایالات متحده آمریکا بود.

## گزیدهٔ فیلم‌شناسی
- ماریتای بدجنس
- جنگ‌های صلیبی
- فرشته سپید
- کمیل
- به دنبال عشقم
- جزبل
- داج سیتی
- ماجرای پرشور هالیوود
- آقای اسمیت به واشینگتن می‌رود
- برج لندن
- همه اینها به‌همراه بهشت
- مسیر سانتافه
- دروغ بزرگ (فیلم)
- شکوفه در غبار
- کارکنان
- احمق آمریکایی خوش‌تیپ
- آقای اسکفینگتون
- گناه هارولد دیدلباک
- مرد دوچهره
- کریسمس در ژوئیه
- خوارز
- کنت مونت کریستو
- به دنبال عشقم